# Friedrich Wilhelm Albrecht von Ulmenstein

Unterschrift des Friedrich von Ulmenstein (1802)

Friedrich Wilhelm Albrecht von Ulmenstein (* 30. Oktober 1750 in Wetzlar; † 27. Januar 1826 in Wetzlar) war ein deutscher Jurist und Chronist zu Wetzlar.

## Familie
Friedrich von Ulmenstein wurde als jüngster von drei Söhnen des Juristen Johann von Ulmenstein (1695–1951) und dessen vierter Ehefrau Veronica Maria von Buchenau geboren. Sein Vater und sein Großvater Johannes – ein kurpfälzischer Rittmeister – trugen bis zu ihrer Erhebung in den erblichen Adelsstand im Jahr 1719 den Familiennamen Schumacher. Sein Vater Johannes stand von 1719 bis 1728 in den Diensten des Reichsgrafen Anton II. von Aldenburg, ab 1731 war er auf Empfehlung des dänischen Königs Assessor des Reichskammergerichts.

## Leben
Friedrich von Ulmenstein studierte ebenso wie zwei seiner Halbbrüder die Rechte in Göttingen. Nach dem Studium hielt er sich für 1½ Jahre beim Reichskammergericht in Wetzlar auf. Anschließend ging er nach Karlsruhe und trat von 1774 bis 1777 in markgräflich badische Dienste als Hofsrats-, Hofgerichts- und Ehegerichtsassessor ein. In dieser Zeit freundete er sich mit dem Hofrat und Dichter Friedrich Freiherr von Zinck an. Aus dessen Briefen geht hervor, das Ulmenstein in Karlsruhe unzufrieden war. 1780 wurde er vom Fürsten zu Nassau-Weilburg zum „weilburgischen wirklichen Regierungsrat“ ernannt. Sein Aufgabenfeld umschloss Justizangelegenheiten des fürstlichen Hauses und der Regierung. 1785 wurde er auf eigenen Wunsch wegen familiärer Angelegenheiten unter Belassung des Amtstitels und einer zehnjährigen Pension von 100 Talern verabschiedet.
1785 zog Ulmenstein nach Frankfurt am Main. Nachdem 1795 die zehnjährige Pension ausgelaufen war, wurde ein Gesuch um Verlängerung abgelehnt. Ihm wurde eine Weiterzahlung der Pension nur für den Fall in Aussicht gestellt, dass sich sein Halbbruder Christian von Ulmenstein (1738–1801) – der damals als Assesor am Reichskammergericht tätig war –  für eine schnelle Beendigung der Nassau-Weilburgischen Prozesse einsetzen würde. Da diese Prozesse nicht zum Ende kamen, stand Ulmenstein mittellos da, insbesondere nach dem Tod Christians im Jahr 1801.
Ulmenstein zog wieder nach Wetzlar und bestritt seinen Lebensunterhalt mit seinen Studien und Schriften. Eine dieser auf eigenen Antrieb gedruckten Studien ist ein „Neuer Versuch einer allgemeinen Charakteristik des menschlichen Geschlechts sowohl im rohen und noch ganz ungebildeten als im halbgebildeten Stande“, welche von er 1795 drucken ließ. In diesem Werk machte Ulmenstein Betrachtungen über die außereuropäischen, indigenen Bevölkerungen. Diese Betrachtungen sind in den Kontext der im 19. und 20. Jahrhunderts verbreiteten Rassentheorie zu setzen. Ulmenstein schrieb in seiner Widmung an Fürst Friedrich Wilhelm von Nassau, dass „man [diese Wissenschaft] erst in unsern Zeiten mit Fleiß zu erforschen angefangen hat“, das Werk lässt sich demnach also in die Anfänge der inzwischen wissenschaftlich überholten Rassenkunde einordnen. Ulmenstein plante weitere Bände dieser Studien, es ist jedoch nicht bekannt, ob diese auch geschrieben wurden.
Da er mit den Studien erfolglos blieb, schrieb er viele Bittschriften an Verwandte, die nassauische Fürstenfamilie oder andere, um finanzielle Unterstützung oder eine feste Anstellung zu erhalten. Ohne feste Anstellung lebte er privatisierend bis an sein Lebensende in Wetzlar.
Zu seinen bekanntesten Schriften gehört die dreiteilige „Geschichte und topographische Beschreibung der Stadt Wetzlar“, die er offenbar z. T. im Eigenvertrieb zu vermarkten suchte. Diese verschaffte Ulmenstein 1813 für kurze Zeit eine Anstellung im Archiv zu Wetzlar. Eine Biographie des deutschen Königs Adolf von Nassau schrieb er 1809 im Auftrag des Weilburgischen Ministers Gagern. Diese wurde zwar mit 200 Gulden honoriert, aber nicht gedruckt. Dennoch war Ulmenstein zu seinem Lebensende in Vergessenheit geraten, so dass der Neue Nekrolog der Deutschen seinen Tod nicht berichtete.

## Werke
- Friedrich Wilhelm Freyherrn von Ulmenstein Fürstlich-Nassau-Weilburgischen Regierungsraths Versuch einer kurtzen, systematischen und historischen Einleitung in die Lehre des teutschen Staatsrechts von Steuern und Abgaben reichsständischer Unterthanen und dem Steuerrechte der Reichsstände. Zum gemeinnützigen Gebrauche der gebildeten Stände im Vaterlande. (Monographie, 1 Band), Erlangen 1794.
- Neuer Versuch einer allgemeinen Charakteristik des menschlichen Geschlechts sowohl im rohen und noch ganz ungebildeten als im halbgebildeten Stande. (1 Band), Offenbach 1795.
- Pragmatische Geschichte der Zölle in Deutschland. Halle 1798.
- Geschichte und topographische Beschreibung der kaiserlichen freyen Reichsstadt Wetzlar. (Chronik, 3 Bände), Hadamar (u. a.) 1802–1810.
- Über den Grundbegriff welcher bei emphiteutikarischen Kontrakten bei Erb- Zins- und Lehnskontrakten zu Grunde liegt. Würzburg 1805.
- Diplomatische und chronologische Lebensbeschreibung des römischen und deutschen Königs Adolf von Nassau. 1809–1812.
- Handbibliothek des Zivilrechts. 1819.
- Bibliotheca selecta iuris civilis Iustinianei. Nec non ante - et post - Iustinianei. (4 Bände), Berlin 1823.